# Arturo Puig
Arturo José Alberto Puig Petrosini (Buenos Aires, 17 de noviembre de 1944) es un actor y director de teatro argentino, el cual también demostró en varias ocasiones sus dotes como cantante. Estuvo casado con la actriz Selva Alemán hasta su fallecimiento en 2024. Tiene dos hijos de su matrimonio anterior.

## Carrera
En 1991 es nominado al Premio Martín Fierro por su trabajo en el programa Atreverse. Ese mismo año inicia el ciclo que sería el programa más visto de la televisión argentina: ¡Grande, Pa! con altas mediciones de rating, finalizó en 1994.
¡Grande, Pá! ganó el Premio Martín Fierro a la «mejor comedia», y durante cuatro años él se convierte en uno de los actores preferidos. Al finalizar dicho programa, estrena la última obra de Arthur Miller, Cristales rotos, por la cual fue nominado como «mejor actor dramático» en los premios ACE.
En televisión hizo la nueva versión de El Rafa, junto a Paola Krum y Gastón Pauls y con libros de Alberto Migré y Victor Agú, y en teatro Rompiendo códigos, pieza sobre uno de los inventores de la computadora, Alan Turing, con la cual recibe el premio ACE al «mejor actor dramático».
Vuelve en el año 2000 con la serie Primicias y es nuevamente nominado al Martín Fierro como mejor actor de novela.
Le ha sido otorgado el Premio Podestá (2001) a la trayectoria honorable, por la Cámara de Senadores y la Asociación Argentina de Actores. Premio Konex como mejor actor de musical en 1991 y como mejor actor de televisión en 2001. En 2006 ganó un premio ACE como mejor actor dramático por su trabajo en la obra ¿Quién le teme a Virginia Woolf? y en 2013 obtuvo un nuevo ACE como mejor director de comedia y/o comedia dramática por Le prenom. En 2017 ganó el premio ACE a la mejor dirección general de musical / music hall y/o café concert por Sugar.

## Trayectoria

### Teatro
- 1956: Panorama desde el puente (junto a Pedro López Lagar).
- 1962: La mujer del domingo (junto a Rosa Rosen y Rodolfo Morandi).
- 1967: Hello, Dolly! (junto a Libertad Lamarque y Raúl Rossi).
- 1968: La pícara soñadora (junto a Evangelina Salazar y Coni Vera)
- 1971: Caballero por milagro (junto a Graciela Araujo, Hugo Cabrera, Eva Dongé, Miguel Ligero, Luis Medina Castro y Elena Tasisto).
- 1979: El hombre (junto a Eva Franco).
- 1979: Picnic (junto a Selva Alemán, Julio Chávez, Carmen Vallejo, Jorge D'Elía, Rita Terranova, Adriana Aizemberg y Susy Kent).
- 1984/1985: La mujer del año (junto a Susana Giménez).
- 1986/1988: Sugar (junto a Susana Giménez y Ricardo Darín).
- 1990/2024: Cartas de amor (junto a Selva Alemán).
- 1992: ¡Grande, pa! (junto a María Leal, Nancy Anka, Julieta Fazzari y Gabriela Allegue).
- 1995: Cristales rotos (junto a Selva Alemán, Rodolfo Ranni, Antonio Grimau, Lucrecia Capello, Maurice Jouvet y Mercedes Morán).
- 1999: Rompiendo códigos (junto a Márgara Alonso, Oscar Ferrigno, Carlos Roffé, José Luis Alfonzo, Guillermo Pfening, Luciano Cáceres, Gabriela Toscano y Jorge Petraglia).
- 2004: Panorama desde el puente (junto a Elena Tasisto, Carolina Fal y Claudio Quinteros).
- 2006: ¿Quién le teme a Virginia Woolf? (junto a Selva Alemán, Claudio Tolcachir y Eleonora Wexler).
- 2006: La vuelta al hogar (junto a Fabián Vena, Osvaldo Santoro, Agustina Lecouna, Rafael Ferro y Lautaro Delgado).
- 2009/2010: Darse cuenta - Teatro y reflexión (junto a Víctor Laplace, Virginia Lago, Selva Alemán, Mario Pasik, Manuela Bravo, Luisa Kuliok, María Valenzuela, Graciela Dufau, Lydia Lamaison, Antonio Grimau, Claribel Medina y Mónica Lerner).
- 2011: El precio (junto a Selva Alemán, Antonio Grimau y Pepe Soriano).
- 2016: Nuestras mujeres (junto a Guillermo Francella y Jorge Marrale).
- 2018: El vestidor (junto a Jorge Marrale).

### Cine
- 1967: ¡Al diablo con este cura!.
- 1969: La frontera olvidada.
- 1970: Los muchachos de mi barrio, como Calambre.
- 1971: El veraneo de los Campanelli.
- 1972: He nacido en la ribera, como Miguel Notari.
- 1972: Mecánica Nacional como Daniel Ezcurra Roca.
- 1973: Me gusta esa chica.
- 1974: El amor infiel.
- 1975: Los días que me diste, como Mario.
- 1975: Carmiña (Su historia de amor), como Raúl Pereyra.
- 1975: La hora de María y el pájaro de oro.
- 1978: Un idilio de estación.
- 1980: La conquista del paraíso, como Pablo.
- 1985: Contar hasta diez, como Alejandro.
- 1985: Prontuario de un argentino, como el juez.
- 1989: Kindergarten (inédita).
- 2002: Lugares comunes, como Carlos.
- 2011: Los Marziano, como Luis Marziano.
- 2013: Tesis sobre un homicidio, como Alfredo Hernández.
- 2018: Camino sinuoso, como David Reynoso.
- 2022: Yo, traidor, como Caviedes.
- 2024: Los justos, como Atilio.

### Televisión
| Año       | Título                                    | Canal                   | Personaje                                 |
| --------- | ----------------------------------------- | ----------------------- | ----------------------------------------- |
| 1967      | Ella, la gata                             | Canal 11                |                                           |
| 1968      | La pícara soñadora                        | Canal 11                |                                           |
| 1968      | Los Campanelli                            | Canal 13                |                                           |
| 1969      | Estrellita, esa pobre campesina           | Canal 13                |                                           |
| 1969      | Los Ezcurra                               | Canal 11                | Daniel Arturo José Ezcurra Roca           |
| 1970      | Historias para no creer                   | Canal 11                | Ocampo                                    |
| 1970      | La comedia de los martes                  | Canal 13                | Ep: "Así como en la villa"                |
| 1970      | Gran teatro universal                     | Canal 7                 | Ep: "La bohemia"                          |
| 1971      | Cuatro hombres para Eva                   | Canal 11                |                                           |
| 1971      | Alta comedia                              | Canal 9                 | Ep: "Cumbres borrascosas"                 |
| 1971      | Nino                                      | Panamericana Televisión | Víctor                                    |
| 1972      | Ciclo de teatro argentino                 | Canal 7                 | Ep: "El viejo Hucha"                      |
| 1972      | El teatro de Darío Víttori                | Canal 11                | Ep: "Vienen las elecciones"               |
| 1972-1973 | Carmina                                   | Canal 9                 | Raúl                                      |
| 1973-1974 | Alta comedia Fernanda, Martin y Nadie Mas | Canal 9                 | 7 capítulos Martin                        |
| 1974      | Todos nosotros                            | Canal 9                 |                                           |
| 1976      | Mariana de la noche                       | Venevisión              | Arturo                                    |
| 1977      | Pablo en nuestra piel                     | Canal 13                | Pablo Puán                                |
| 1978      | Vos y yo... toda la vida                  | Canal 13                | Andrés Acevedo                            |
| 1979      | Chau, amor mío                            | Canal 13                | Hernando                                  |
| 1981      | El mundo del espectáculo                  | Canal 13                | Ep: "Ceremonia secreta"                   |
| 1981      | Barracas al sur                           | Canal 9                 | Mario                                     |
| 1982      | Después del final                         | ATC                     | Marcos Morelli                            |
| 1986      | Cuando vuelvas a mí                       | Canal 11                | Aguirre                                   |
| 1986-1987 | Mujer comprada                            | Canal 11                | Miguel Ángel Lombardi                     |
| 1989      | El Fanfa                                  | Canal 13                |                                           |
| 1990      | Atreverse                                 | Telefe                  |                                           |
| 1991-1994 | Grande, Pa!                               | Telefe                  | Arturo Aráuz                              |
| 1992      | Destinos                                  | Telefe                  |                                           |
| 1997      | El Rafa                                   | Telefe                  | Rafa Minelli                              |
| 1998      | Los especiales de Doria                   | Canal 13                | Ep: "Los pulpos"                          |
| 2000      | Primicias                                 | Canal 13                | Antonio Paz                               |
| 2001      | Tiempo final                              | Telefe                  | Ep: "Falso cura"                          |
| 2001      | Tiempo final                              | Telefe                  | Ep: "Cama de hotel"                       |
| 2002      | El precio del poder II                    | Canal 9                 | Folco Rossi                               |
| 2003      | Dr. Amor                                  | Canal 13                | Dr. Mariano Amor                          |
| 2004      | La niñera                                 | Telefe                  | David Finkel (Participación especial)     |
| 2005      | Hombres de honor                          | Canal 13                | Lorenzo Onoratto (Participación especial) |
| 2005      | Botines                                   | Canal 13                | Ep: "El silencio de Julia""               |
| 2008-2009 | Variaciones                               | Canal 7                 | García                                    |
| 2009      | En nuestros corazones para siempre        | Canal 7                 | Ciclo "200 años"                          |
| 2010      | Secretos de amor                          | Telefe                  | Antonio Fernández Gaudio                  |
| 2013-2014 | Solamente vos                             | Canal 13                | Lautaro Cousteau                          |
| 2016      | Anexo:Bailando 2016                       | Canal 13                | Apertura / Participación especial         |
| 2017      | Reencuentros                              | Canal 13                | Micky                                     |
| 2018      | El host                                   | FOX                     | El mismo                                  |
| 2024      | Envidiosa                                 | Netflix                 | Héctor Mori                               |

### Discografía
- 1972: "No se cómo fue / Nuestro primer encuentro" (Simple) - CBS
- 1973: "Arturo Puig" - CBS
- 1974: "Poco a poco yo te amé / Éramos como agua clara" (Simple) - CBS
- 1977: "Ahora hay recuerdos / Yo vengo de palomas" (Simple) - RCA VICTOR
- 1986: "Si, Soy Yo" - EMI ODEON

### Participaciones en otros discos
- 1974: "Música para ver en TV" - CBS
- 1974: "Música para amar" - CBS
- 1998: "Para ti música para vos - La mejor colección de música Romántica - Número 2" - POLYGRAM DISCOS S.A.

## Premios Martín Fierro

### Nominaciones
- Martín Fierro 1973: Revelación
- Martín Fierro 1990: Mejor actor
- Martín Fierro 2000: Actor protagonista de novela
- Martín Fierro 2008: Actor protagonista de unitario y/o miniserie
- Martín Fierro 2013: Actor de reparto

### Ganador
- Martín Fierro 2013: Premio a la Trayectoria